# 雷特容
雷特容（法語：Retjons，法語發音：[ʁɛdʒɔ̃]）是法国朗德省的一个市镇，位于该省东北部，属于蒙德马桑区。

## 地理
雷特容（44°6'10"N, 0°17'43"W）面积77.84 平方千米，位于法国新阿基坦大区朗德省，该省份为法国西南部沿海省份，是法國本土面积第二大的省，北起吉倫特省，西临大西洋，南至大西洋比利牛斯省，东临热尔省，东北与洛特-加龍省接壤。
与雷特容接壤的市镇（或旧市镇、城区）包括：卡普雪、阿吕、布里奥-贝尔贡斯、朗库阿克、圣戈尔。
雷特容的时区为UTC+01:00、UTC+02:00（夏令时）。

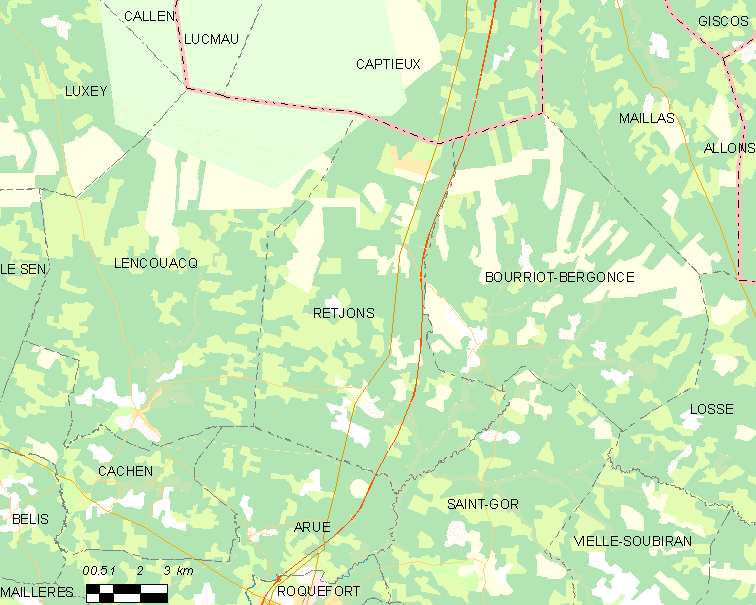
雷特容的OSM定位图

## 行政
雷特容的邮政编码为40120，INSEE市镇编码为40164。

## 政治
雷特容所属的省级选区为上朗德-阿马尼亚克县。

## 人口

1962-2008年间雷特容人口变化图示

雷特容于2022年1月1日时的人口数量为321人。